# 抗破傷風免疫グロブリン
抗破傷風免疫グロブリン（こうはしょうふうめんえきグロブリン、anti-tetanus immunoglobulin）は、破傷風免疫グロブリン(はしょうふうめんえきグロブリン、TIG)または破傷風抗毒素（はしょうふうこうどくそ）として知られ、抗体から作られる破傷風毒素に対する薬剤である。破傷風の予防のために、傷口からの感染リスクが高いヒトや破傷風ワクチンの予防接種を完全に受けていないヒトに投与される。破傷風の治療には抗生物質と筋弛緩剤が共に用いられる。投与法は筋肉内注射である。
よくみられる副作用には穿刺による痛みと発熱があげられる。稀にアナフィラキシーなどのアレルギー反応を起こすことがある。その他の副作用には非常にリスクは低いが、ヒトから作られた抗破傷風免疫グロブリンの使用によりウイルス性肝炎やHIV／エイズなどの感染症にかかる可能性がある。妊娠中のヒトへの投与は許容される。抗破傷風免疫グロブリンはヒトまたは馬の血漿から作られる。
馬から作られた抗破傷風免疫グロブリンが一般的に用いられるようになったのは1910年代であり、ヒトから作られた抗破傷風免疫グロブリンの使用が頻繁になったのは1960年代である。世界保健機関の必須医薬品リストに掲載されており、最も効果的で安全な医療制度に必要とされる医薬品である。開発途上国での卸売価格は馬から作られたものは1500iuのバイアルにつき0.90から3.60米ドル、ヒトから作られたのもは250iuのバイアルにつき10.00から46.86米ドルである。開発途上国ではヒトから作られたものが入手できないことがある。米国での一貫の治療にかかる費用は約100から200米ドルである。先進国では馬から作られたものは血清病のリスクがあるため一般的に使われない。